# Paradiso - Canto quindicesimo

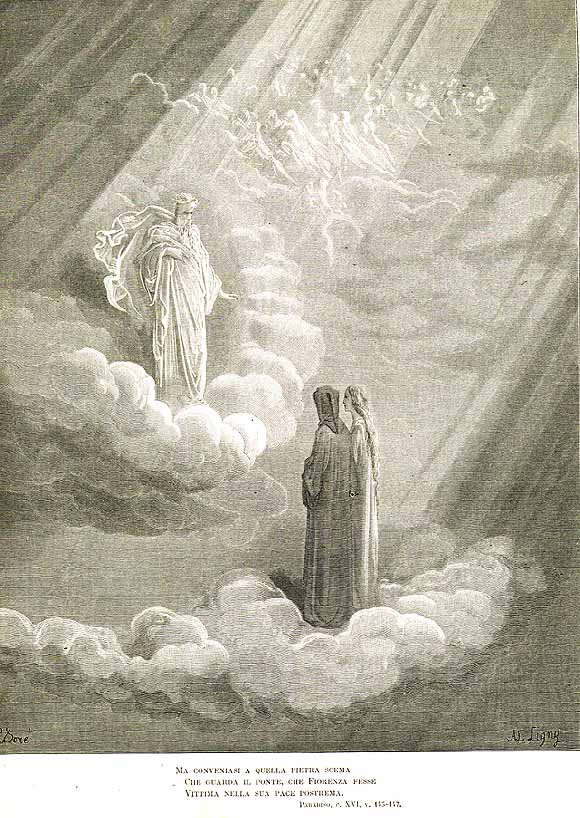
L'apparizione di Cacciaguida, un avo di Dante Alighieri (illustrazione di Gustave Doré)

Il canto quindicesimo del Paradiso di Dante Alighieri si svolge nel cielo di Marte, ove risiedono gli spiriti di coloro che combatterono e morirono per la fede; siamo alla sera del 13 aprile 1300, o secondo altri commentatori del 30 marzo 1300.

## Incipit
(Anonimo commentatore dantesco del XIV secolo)

## Sintesi
Silenzio dei beati - vv. 1-12
Abbiamo assistito nel canto precedente alla descrizione del quinto cielo, il cielo di Marte, ove risiedono le anime di coloro che combatterono e morirono per la fede le quali appaiono come rossi splendori vivissimi che cantando formano una croce greca al centro della quale brilla Cristo. Ora queste anime tacciono, spinte dallo spirito di carità, in modo da permettere a Dante di esprimere la propria preghiera. Quest'atto suscita in lui una riflessione che si inserisce nel dibattito contemporaneo: esplicitando l'importanza dell'intercessione dei santi in favore di chi sa pregarli con animo giusto, Dante prende posizione per la teoria sostenuta dalla Chiesa.
Cacciaguida - vv. 13-69
In questo clima di suspense, un'anima si stacca dalle altre e, come una stella cadente, percorre la croce fino a Dante e lo accoglie con lo stesso fervore con cui Anchise accolse Enea quando lo incontrò nei Campi Elisi: con questa similitudine tratta dal canto VI dell'Eneide Dante, oltre a rendere un ennesimo omaggio alla sua "maggior Musa" (Virgilio), si paragona implicitamente al suo illustre predecessore Enea, e ribadisce così l'importanza della propria missione (proprio perché come lui egli è ammesso nel regno dell'oltretomba per compiere una missione assegnatagli da Dio). Il personaggio è Cacciaguida, che così saluta Dante in latino:
(vv. 28-30)
Dopo queste parole, il poeta si concentra su di lui per poi rivolgersi alla propria guida, Beatrice, e rimane stupito perché gli occhi di lei sono così belli da fargli credere di aver raggiunto il grado più alto della sua beatitudine. Intanto lo spirito continua a parlare, ma in modo così profondo che è oltre il limite della comprensione umana; poi, sfogato l'ardore di affetto, il livello del suo discorso si abbassa così che Dante può di nuovo capirlo, e lo sente lodare Dio. Dopodiché l'anima si rivolge al poeta esprimendogli la gioia di vedere finalmente realizzato un desiderio che lo possedeva da tanto, da quando, arrivato in Paradiso, egli poté leggere nel libro del futuro. Con queste e altre parole lo invita a parlare.
Ringraziamento e richiesta di Dante - vv. 70-87
Dopo essersi di nuovo rivolto a Beatrice e aver ricevuto da lei un sorriso di assenso, Dante esprime la differenza che intercorre tra lui e i beati, dal momento che in essi "l'affetto e il senno" (cioè il sentimento e la razionalità, la capacità di esprimerlo) vanno di pari passo, poiché Dio in cui sono uguali amore e sapienza li ha illuminati, mentre nei mortali il desiderio e la capacità intellettuali sono diversi, e perciò Dante ringrazia solo con il cuore ben sapendo di non poter rendere altrettanto bene con le parole. Infine chiede al beato di rivelargli il suo nome.
Elogio della Firenze antica - vv. 88-148

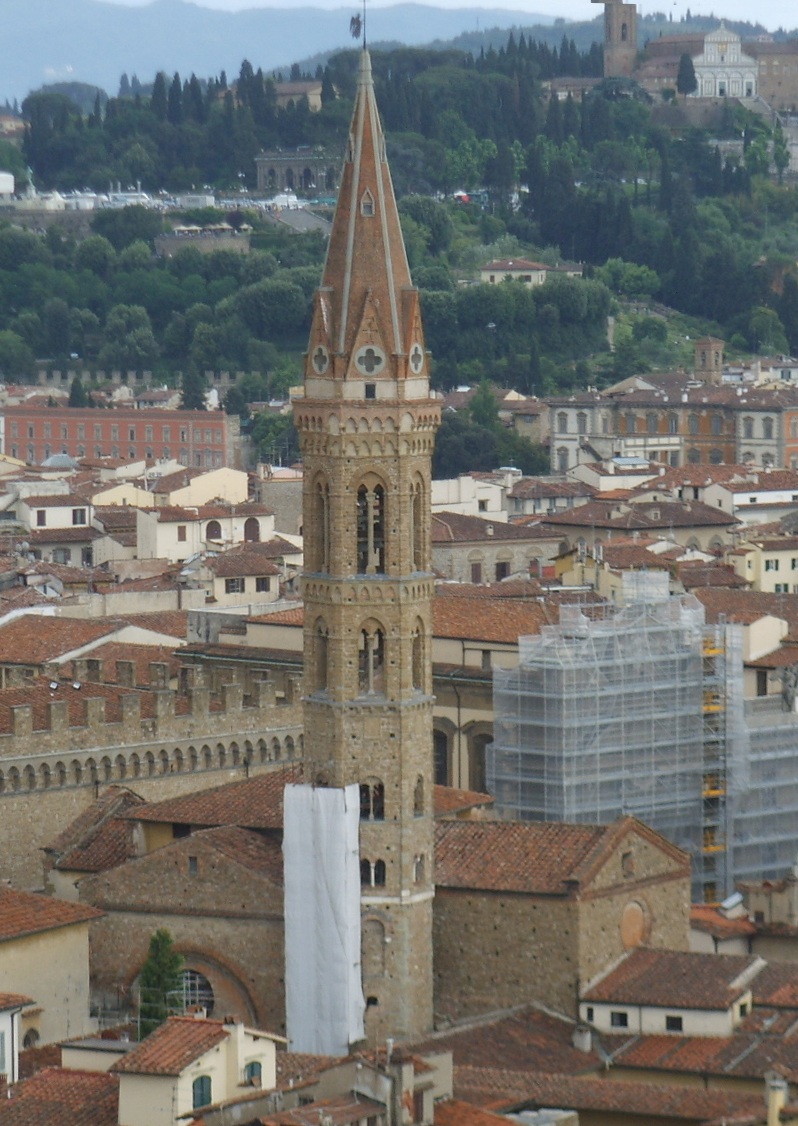
Firenze, Campanile della Badia Fiorentina, di Arnolfo di Cambio.

Quest'ultimo rispose: "O mio discendente, nel quale io mi compiacqui anche solo aspettandoti, io fui il tuo capostipite; colui dal quale prende nome il tuo casato e che da più di cento anni si trova nella prima cornice del purgatorio, fu mio figlio e tuo bisavolo: è giusto che tu accorci la sua lunga pena con i tuoi suffragi". Segue poi la rievocazione della grandezza morale della Firenze antica, dove egli nacque:
"Firenze se ne stava in pace, moderata nei suoi bisogni e onesta nei comportamenti, nella prima cerchia delle sue mura; le donne non portavano collane preziose, né corone in capo, né gonne ornate di fregi e ricamate, né cinture che fossero più appariscenti della persona che le indossava; la nascita di una figlia non faceva ancora paura al padre per il fatto di dover farla sposare ancora in giovane età o con una dote eccessiva. Le case non erano ancora vuote di figli, non vi era ancora arrivata la lussuria. Firenze non superava ancora Roma nel fasto, così come la supererà nella decadenza: io vedevo Bellincione Berti con una cintura di cuoio e fibbia d'osso, e sua moglie senza un viso truccato; le famiglie dei Nerli e dei Vecchietti si accontentavano di vesti di pelle senza fodera, e le loro donne contente del fuso e della lana: fortunate loro, poiché ciascuna era certa di essere sepolta a Firenze, e nessuna si trovava sola nel letto perché il marito stava in Francia a mercanteggiare. L'una si occupava della culla vezzeggiando il bambino con quel linguaggio che tanto diverte i giovani genitori, l'altra filando raccontava le storie di Troia, di Fiesole e di Roma. Allora avrebbe destato tanta meraviglia una Cianghella o un Lapo Salterello (una donna scostumata e un politico corrotto) quanta oggi ne desterebbe un Cincinnato o una Cornelia (un uomo integro e una moglie onesta); in una città così serena, con concittadini fidati, in una così dolce dimora io nacqui, fui battezzato e chiamato Cacciaguida nell'antico battistero". Alla fine del canto, veniamo a sapere che Cacciaguida ebbe due fratelli, Moronto ed Eliseo (di cui non sappiamo nulla), che sposò una donna dell'Alta Italia (una Aldighieri di Ferrara, preciserà in seguito Giovanni Boccaccio), che da lei ebbe origine il cognome Alighieri e le successive vicende della sua vita fino alla morte.

## Analisi del canto
Questo canto è il primo di un trittico dedicato al personaggio di Cacciaguida (gli altri due sono i canti XVI e XVII). Il trittico è posto esattamente al centro della cantica, il che, secondo il gusto medioevale, comporta un particolare rilievo.
L'estesa rievocazione della Firenze in cui Cacciaguida nacque, messa a confronto con la Firenze del tempo di Dante, fa rilevare la marcata decadenza dei costumi privati e pubblici. (Il canto successivo presenterà un'interpretazione delle ragioni di tale mutamento).
Al di là dell'evidente idealizzazione di quell'epoca – lontanissima non nel tempo ma nei valori – occorre riconoscere nel testo dantesco l'intenzione di indicare che ciò che si è già realizzato nella storia recente (il riposato e bello viver di cittadini) ed è attestato da segni concreti (la campana della cerchia antica che ancora suona le ore) può essere ritrovato e rinnovato. Questo rientra nella dimensione profetica della Commedia e in particolare del Paradiso. In rapporto a questa convinzione acquista significato la stessa opera poetica di Dante, come spiegherà il canto XVII che chiude il trittico.